# 하디 로든스탁
하디 로든스탁(Hardy Rodenstock, Meinhard Görke, 1941년 12월 7일 – 2018년 5월 19일)은 독일 출판사이자 팝 및 슐라거 음악 관리자였으며, 오래되고 희귀한 포도주에 특별한 관심을 가진 저명한 포도주 수집가, 감정가 및 상인이었다. 오래되고 매우 희귀한 포도주를 추적하는 놀라운 능력과 이러한 포도주를 사용한 호화로운 포도주 시음회를 주선하는 것으로 유명해졌다. 로든스탁이 정교한 포도주 사기의 가해자라는 주장이 있다. 1992년 독일 법원은 로든스탁이 "고의로 불순물이 함유된 포도주를 판매"했다고 판결했다. 항소에서 이 사건은 소송상 합의되었다.

## 제퍼슨의 와인병
2005년에 미국의 미술품과 와인 수집가인 빌 코흐(Bill Koch)는 보스턴 미술관(Boston Museum of Fine Arts)에 전시하기 위해 토머스 제퍼슨이 마셨다고 전해지는 와인을 몇 병 구입했고 미술관은 전시를 위해 코흐에게 출처요구했다. 코흐는 1998년에 Châteaux Lafite(샤또 라피트)와 Branne-Mouton(브란 무똥, 현재 샤또 무똥 호칠드, Château Mouton-Rothschild)의 1784년과 1787년 빈티지를 미국 와인 경매소(시카고 와인 회사 Chicago Wine Company)와 영국의 희귀 와인 딜러(파르 빈트너 Farr Vintners)로부터 미화 약 50만 달러를 지불하고 구입했으나 코흐의 스태프는 마이클 브로드벤트(Michael Broadbent)로부터 병이 진품이라는 것밖에는 알아내지 못하자 미국 버지니아주 샤를롯츠빌의 몬티첼로(Monticello)에 있는 토머스 제퍼슨 재단(Thomas Jefferson Foundation)에 연락했다. 재단의 큐레이터는 제퍼슨의 기록을 바탕으로 판단컨데 그 병은 제퍼슨이 소유한 적이 없는 것 같다고 답신했다. 시카고 와인 컴퍼니와 파르 빈트너스에서는 그들은 그 네 병을 모두 하디 로든스탁(Hardy Rodenstock)으로부터 구입했다고 알려왔다.
로든스탁(Rodenstock)과의 접촉 시도에서 뚜렷한 성과가 없자 코흐는 은퇴한 FBI 요원을 고용해 팀을 꾸려 로든스탁의 와인 판매에 대한 개인적인 수사에 착수한다. 소더비(Sotheby's)의 전 와인분과의 데이비드 몰리노베리(David Molyneux-Berry)가 컨설턴트로 고용됐고 과학수사관 몇명 또한 와인과 병, 음각에 대한 진위 판별에 착수했다. 코흐는 음각이 전기를 이용한 도구를 통해 만들어졌으며 당시에는 이런 기술이 불가능했고 따라서 이것은 현대에 와서 위조된 것이라고 주장했다.
2006년 8월 31일, 코흐는 로든스탁을 뉴욕의 연방법원에 사기죄로 고소한다. 그가 시카고 와인 컴퍼니나 파르 빈트너스가 아닌 로든스탁을 피고로 지목한 이유는 현재 진행 중인 사기가 그의 지휘 하에 이루어졌다고 생각했기 때문이다. 코흐의 고소에는 그의 과학수사팀이 밝혀낸 많은 사실들이 들어있었다. 이 고소 사건은 2007년과 2008년에 주로 절차상이나 볍령상의 목적으로 여러번 재판이 열렸다.2010년 기준 사건은 아직 결론이 나지 않았고 로든스탁이 참석을 거부한 상태에서 2010년 5월부터 궐석재판이 시작됐다.